# Sedum pruinatum
Sedum pruinatum là một loài thực vật có hoa trong họ Crassulaceae. Loài này được Link ex Brot. miêu tả khoa học đầu tiên năm 1805.